# Ермаков, Василий Петрович (Герой Социалистического Труда)
Василий Петрович Ермаков (род. 1927) — советский передовик производства, комбайнёр Частоостровского совхоза Емельяновского района Красноярского края. Герой Социалистического Труда (1967).

## Биография
Родился в 1927 году в деревне Орловка Саянского района Красноярского края в крестьянской семье.
В 1937 году В. П. Ермаков вместе со своей семьёй переехал в деревню Кубеково Емельяновского района Красноярского края. С 1942 года в период Великой Отечественной войны начал свою трудовую деятельность — трактористом и комбайнёром в Частоостровском совхозе Емельяновского района.
С 1953 года после окончания курсов механизаторов В. П. Ермаков начал работать участковым механиком Частоостровской машинно-тракторной станции, с 1959 года — участковым механиком и механиком по сельхозмашинам Частоостровского совхоза Емельяновского района.
В 1963 году был назначен заведующим центральными ремонтными мастерскими Частоостровского совхоза Емельяновского района. В. П. Ермаков являлся высококвалифицированным специалистом по сельскохозяйственной технике, которая находилась на его балансе, был инициатором внедрения в центральных ремонтных мастерских передовых технологий по ремонту сельскохозяйственной и иной техники. Под руководством В. П. Ермакова парк станков и агрегатов в ремонтной мастерской дополнялся новейшими образцами сельскохозяйственной техники, имевшимися на тот момент. Был постоянным участником Выставки достижений народного хозяйства СССР в Москве, неоднократно награждался Медалями ВДНХ различного достоинства.
19 апреля 1967 года Указом Президиума Верховного Совета СССР «за достижение высоких результатов в увеличении производства и заготовок зерна в 1966 году» Василий Петрович Ермаков был удостоен звания Героя Социалистического Труда с вручением Ордена Ленина и золотой медали «Серп и Молот».
После выхода на заслуженный отдых проживал в городе Красноярске.

## Награды
- Медаль «Серп и Молот» (19.04.1967)
- Орден Ленина (19.04.1967)
- Медали ВДНХ